# Mike Coughlan
Michael Coughlan (Ealing, Londres, 17 de febrero de 1959) es un ingeniero y diseñador de automovilismo británico. Fue diseñador jefe del equipo de Fórmula 1 McLaren de 2002 a 2007, donde fue suspendido por su participación en el escándalo de espionaje entre McLaren y Ferrari, antes de que su contrato fuera rescindido posteriormente. Luego fue director técnico de Williams desde junio de 2011 hasta julio de 2013.

## Carrera profesional
Coughlan estudió ingeniería mecánica en la Universidad Brunel y se graduó en 1981.

### Carrera temprana
Primero diseñó autos para Tiga Race Cars, que competían en fórmulas inferiores, hasta 1984, cuando se unió al Team Lotus de Fórmula 1. A medida que la fortuna del equipo decaía, se reorganizó a finales de 1990 y Coughlan se unió a la empresa de diseño de John Barnard mientras producía chasis para Benetton, Ferrari y Arrows. Barnard se separó de Arrows después de pelearse con Tom Walkinshaw durante la temporada 1998, pero Coughlan se quedó y asumió el cargo de Director Técnico al año siguiente. Cuando Arrows colapsó en 2002, fue invitado a unirse a McLaren.
Su monoplaza A23, desarrollado en 2002 para Arrows antes de que el equipo se retirara, se convirtió en el SA05 del equipo Super Aguri cuatro años después.

### Caso de espionaje de Ferrari
El 3 de julio de 2007, McLaren suspendió a Coughlan tras las acusaciones de espionaje contra Ferrari. Un comunicado de prensa de la Scuderia Ferrari decía:

Ferrari anuncia que recientemente presentó un caso contra Nigel Stepney y un ingeniero del equipo Vodafone McLaren-Mercedes [nombrado por Autosport.com como Coughlan] ante el Tribunal de Módena, en relación con el robo de información técnica. Además, se han iniciado acciones legales en Inglaterra y se ha emitido una orden de allanamiento contra el ingeniero. Esto produjo un resultado positivo.

Se entiende que la orden de allanamiento está relacionada con la casa de Coughlan y se informa que el "resultado positivo" son documentos que se afirma que se originaron en la fábrica de Ferrari en Maranello. El despido de Stepney de Ferrari se había anunciado ese mismo día. El 6 de julio, Honda F1 emitió un comunicado confirmando que Stepney y Coughlan se acercaron al equipo con respecto a "oportunidades de trabajo" en junio de 2007. Desde la revelación de la participación de Coughlan en el asunto, McLaren proporcionó un conjunto completo de dibujos y documentos de desarrollo a la FIA, que detallan todas las actualizaciones realizadas en el chasis del equipo desde que ocurrió el incidente a fines de abril.

### Stefan GP
Coughlan trabajó para Stefan Grand Prix a fines de 2009 cuando el equipo serbio estaba tratando de ingresar a la Fórmula 1 para la temporada 2010.

### Ocelot
Coughlan dirigió el diseño del cuerpo compuesto del vehículo blindado Ocelot.

### Michael Waltrip Racing
Coughlan fue contratado por Michael Waltrip Racing (MWR) como director de diseño de vehículos, donde fue responsable de supervisar todos los programas de diseño, producción, ingeniería y control de calidad. Dejó el equipo antes de la finalización de su contrato para unirse a Williams Fórmula 1. MWR demandó a Coughlan y al equipo Williams en el Tribunal de Distrito de EE. UU. en Charlotte. La denuncia afirmaba que Coughlan violó su contrato al dejar el equipo antes de la finalización del contrato y también afirmó que Williams interfirió con el contrato al contratar a Coughlan. La demanda alegó que la partida de Coughlan afectó el desempeño del equipo, lo que resultó en la pérdida de dinero y el patrocinio potencial.
Michael Waltrip Racing, Couglan y el equipo Williams llegaron a un acuerdo, cuyos términos no fueron revelados, el 18 de octubre de 2011; la demanda fue desestimada como parte de ese acuerdo.

### Williams F1 Team
El 3 de mayo de 2011 se anunció que Coughlan fue contratado por el equipo Williams como ingeniero jefe, reemplazando en parte al entonces director técnico Sam Michael y al jefe de aerodinámica Jon Tomlinson. Después del relativo éxito de 2012, Williams tuvo un comienzo difícil en la temporada 2013, sin poder sumar un punto con su FW35 antes de anunciar, el 16 de julio, que Coughlan había sido reemplazado con efecto inmediato por Pat Symonds. El período de Coughlan como ingeniero jefe estuvo dominado por un período de investigación sobre los difusores accionados por escape, que se describió como "una incursión técnica desastrosa".

### Richard Childress Racing
En noviembre de 2013 se anunció que Richard Childress Racing había contratado a Mike Coughlan como nuevo director técnico del equipo, con efecto inmediato. Coughlan fue liberado en abril de 2017.